# 윤자
애신각라 윤자(愛新覺羅 允禌, 아이신줴뤄 윤쯔, 1685년 5월 7일 ~ 1696년 7월 25일)는 중국 청나라 제4대 황제 강희제(康熙帝)의 서자이고 청나라 제5대 황제 옹정제(雍正帝)의 이복 동생이다.

## 생애
부황 강희제(康熙帝)의 치세 시기에 출생하였으나 작호를 받지 못한 채 홍역에 걸려 11세로 훙서(薨逝)하였다.